# (3753) Cruithne
(3753) Cruithne ist ein erdnaher Asteroid des Aten-Typs und ein koorbitales Objekt der Erde.

## Entdeckung
Der Asteroid wurde am 10. Oktober 1986 am Siding-Spring-Observatorium entdeckt. Er erhielt zunächst die vorläufige Bezeichnung 1986 TO. Bei der anschließenden Berechnung seiner Umlaufbahn erkannte man, dass er mit dem Objekt 1983 UH identisch ist, welches bereits 1983 an der Europäischen Südsternwarte (ESO) in Chile entdeckt wurde. Später erhielt er den Namen Cruithne (Aussprache [ˈkɾˠɪhn̠ʲə] in moderner Irischer Sprache). Dieser geht zurück auf Cruthin (Aussprache [ˈkɾˠʊθʲɪn̠ʲ]), eine vor 773 im frühen Mittelalter verwendete altirische Bezeichnung für die Pikten in Schottland (Annalen von Ulster), möglicherweise inspiriert durch antike Vorstellungen eponymer Stammväter (Piktische Chronik).

## Umlaufbahn
(3753) Cruithne umkreist die Sonne auf einer stark exzentrischen Umlaufbahn vom Aten-Typ. Eine weitere Besonderheit ist, dass (3753) Cruithne der erste entdeckte Asteroid war, dessen mittlere Umlaufdauer um die Sonne fast genau einem siderischen Jahr entspricht. Das bedeutet, dass er in Wechselwirkung mit der Erde steht, da eine solche Umlaufbahn nur unter bestimmten Voraussetzungen stabil ist. Bislang sind erst wenige derartige in 1:1-Bahnresonanz mit der Erde wechselwirkenden Asteroiden bekannt. Asteroiden, die in 1:1-Resonanz mit einem Planeten stehen, werden auch koorbitale Objekte genannt, da sie der Bahn des Planeten folgen. Die bekanntesten koorbitalen Asteroiden sind die sogenannten Trojaner, welche sich in den Lagrangepunkten L4 und L5 des jeweiligen Planeten aufhalten. Cruithne ist jedoch kein Trojaner. 1997 untersuchten Wissenschaftler der York University (Kanada) und der Universität Turku (Finnland) seine Umlaufbahn genauer und stellten eine komplexe mit der Erde wechselwirkende Hufeisenumlaufbahn fest. Mittlerweile rechnet man ihn jedoch vor allem aufgrund seiner stark exzentrischen Umlaufbahn nicht mehr zu den echten Hufeisenorbitbegleitern der Erde, sondern zählt den Asteroiden 2002 AA29 als ersten bekannten echten Hufeisenbegleiter der Erde.

Bahnen von Cruithne und Erde (Earth).

Die Bahn Cruithnes erscheint aus der Perspektive der Erde (Earth) bohnenförmig.

Cruithne bewegt sich in einem Abstand von 0,48 AE (Perihel) bis 1,51 AE Aphel um die Sonne. Seine exzentrische Bahn reicht in Sonnennähe fast bis an die Merkurbahn heran und kreuzt in den äußeren Bereichen die Marsbahn.
Seine Bahn ist mit 19,8° deutlich gegen die Ekliptik (Bahnebene der Erde) geneigt. Er befindet sich daher zumeist deutlich außerhalb der Bahnebene der Planeten.
Cruithne wird hin und wieder als Zweiter Mond der Erde bezeichnet, was jedoch nicht korrekt ist. Der Asteroid läuft nicht um die Erde, sondern bewegt sich auf einer erd-koorbitalen Bahn um die Sonne, wobei seine Umlaufzeit fast einem siderischen Jahr entspricht und somit fast gleich der der Erde ist.
Die tatsächliche Dauer des Cruithne-Orbits ist nur im Mittel ein Jahr, der Orbit ist etwa 190 Jahre lang etwas kürzer als ein Jahr und in den darauffolgenden 190 Jahren etwas länger.
In der Darstellung, in der man die Verbindung Erde-Sonne als feste Achse wählt, hat die Bahn des Asteroiden eine komplexe Hufeisenform, d. h. der Asteroid nähert sich der Erde langsam „von vorne“ (aus der Bewegungsrichtung der Bahn), verschwindet wieder in dieselbe Richtung, taucht 190 Jahre später „von hinten“ wieder auf und entfernt sich wieder dorthin, um nach erneut 190 Jahren wieder „von vorne“ zu kommen. Ein kompletter Zyklus dauert etwa 385 Jahre. Cruithne wurde in der gegenwärtigen Phase solcher Erdnähe entdeckt und entfernt sich nun wieder von der Erde. Aufgrund der subtilen Wechselwirkung mit der Erde besteht keine Gefahr, dass er mit ihr kollidiert. Er kann sich aufgrund dessen der Erde in seiner Bahn nicht näher als bis auf 15 Millionen km nähern – das ist etwa der 40-fache Abstand zwischen Erde und Mond. Wegen seiner geringen Größe ist er auch zum Zeitpunkt der größten Annäherung nicht mit dem bloßen Auge sichtbar.
Eine derartige Umlaufbahn nennt man aufgrund ihrer Hufeisenform in diesen speziellen Bezugssystem auch Hufeisenumlaufbahn. Die Bahn von Cruithne ist jedoch aufgrund der großen Exzentrizität und seiner recht hohen Bahnneigung noch komplexer, weswegen sie nicht einem echten Hufeisenorbit um die Erde folgt. Bahnsimulationen zeigen, dass er sich schon einige Zeit in diesem Orbit befindet. Seine Bahn ist nach Computersimulationen aber nicht langfristig stabil. Vermutlich wird Cruithne diese Beziehung mit der Erdbahn nur einige Jahrtausende haben und dann eine andere Bahn einnehmen.

## Ähnliche Asteroiden
Mittlerweile sind mehrere Asteroiden mit einer solchen Beziehung zur Erdbahn bekannt: (85770) 1998 UP1, (54509) YORP und 2002 AA29. Letzterer hat eine fast kreisrunde Bahn in der Nähe der Erde und gilt als der erste echte koorbitale Begleiter der Erde auf einer Hufeisenumlaufbahn.